# Tinissa distracta
Tinissa distracta är en fjärilsart som beskrevs av Edward Meyrick 1916. Tinissa distracta ingår i släktet Tinissa och familjen äkta malar. Inga underarter finns listade i Catalogue of Life.